# ヒーリング・ミュージック
ヒーリング・ミュージックとは、心理的な安心感を与えたり、気持ちをリラックスさせたりするために作られた音楽である。癒やし音楽とも呼ばれる。

## 概要
- 人を癒やす効果を持つニューエイジ・ミュージックの中で、世界および日本で聴かれている音楽を指す。
- 穏やかな音楽を聴いている際には、リラックスできてアルファ波が出ると言われている。アルファ波とは脳が覚醒しているが休んでいるときの脳波である。常に覚醒しているときの脳波はベータ波という[1]。ヒーリング・ミュージックに求められているのは、アルファ波である。
- 小川のせせらぎや波の音などの自然界のリズムは一定ではない「ゆらぎ」をもっており、この「ゆらぎ」は規則的なものではない。fは周波数。自然の音を聞くことでリラックスできるのは「1/fゆらぎ」の効果と言われている。
- 特に脳波音楽の効果は実証されている。認知能力、学業成績、生産性、睡眠、痛み、不安などを改善することが示されている[2]。

## 2000年代前半の日本におけるブーム
日本では以前から癒し系と称されるCDが発売されていたものの、ヒット作でも数万枚程度の売れ行きであった。
しかし1999年、坂本龍一のシングル『energy flow（ウラBTTB）』が累計売上枚数155万枚を突破したことを皮切りに、ヒーリングミュージックブームが盛り上がりを見せた。『energy flow』は栄養剤のCM曲であり、企業戦士を象徴した『勇気のしるし』など、それまでの溌剌としたエネルギッシュなCMソングが通例であった栄養剤のCMのなかで、バブル崩壊後の先の見えぬ日本経済と「この曲を、すべての疲れている人へ。」というキャッチコピーとともに優しさと悲壮感を内包した「癒し」を与えうる作品として社会現象となり、「癒し」という言葉は、1999年の新語・流行語大賞にてベスト10入りした。
翌年2000年3月に東芝EMIから発売された『〜the most relaxing〜 feel』と、同年8月にソニー・ミュージックエンタテインメントから発売された『image』はともに累計出荷枚数が130万枚を超えるミリオンセラーとなり、各レコード会社からヒーリング・ミュージックのコンピレーション・アルバムが多く発売された。大規模なテレビ広告やウェブサイトでの試聴といった販促策を採用したことも、セールスの成功に結びついた理由とされている。これらのアルバムはブームのきっかけとなった『〜the most relaxing〜 feel』『image』を踏襲し、一般層に聞き馴染みのあるテレビコマーシャル・テレビ番組・映画などのテーマ曲を中心に収録しているものが多い。また、この発売ラッシュの背景として2000年〜2001年当時は、従来音楽CDの主力購買層であった学生の需要が娯楽の多様化により低下し、レコード会社は購買力の高い中高年の需要の開拓を模索していた時期であったことが挙げられる。

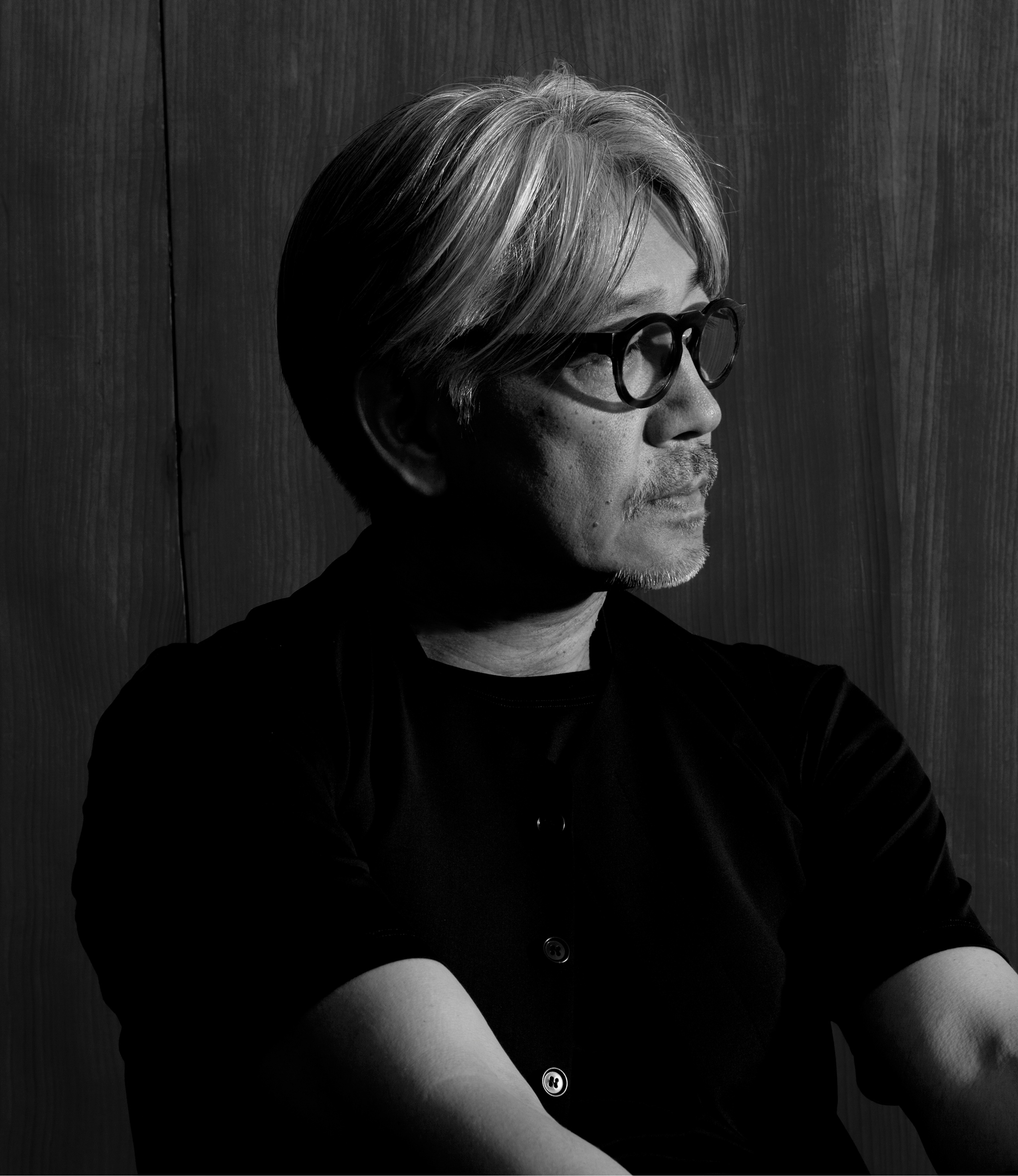
ブームの嚆矢となった坂本龍一。

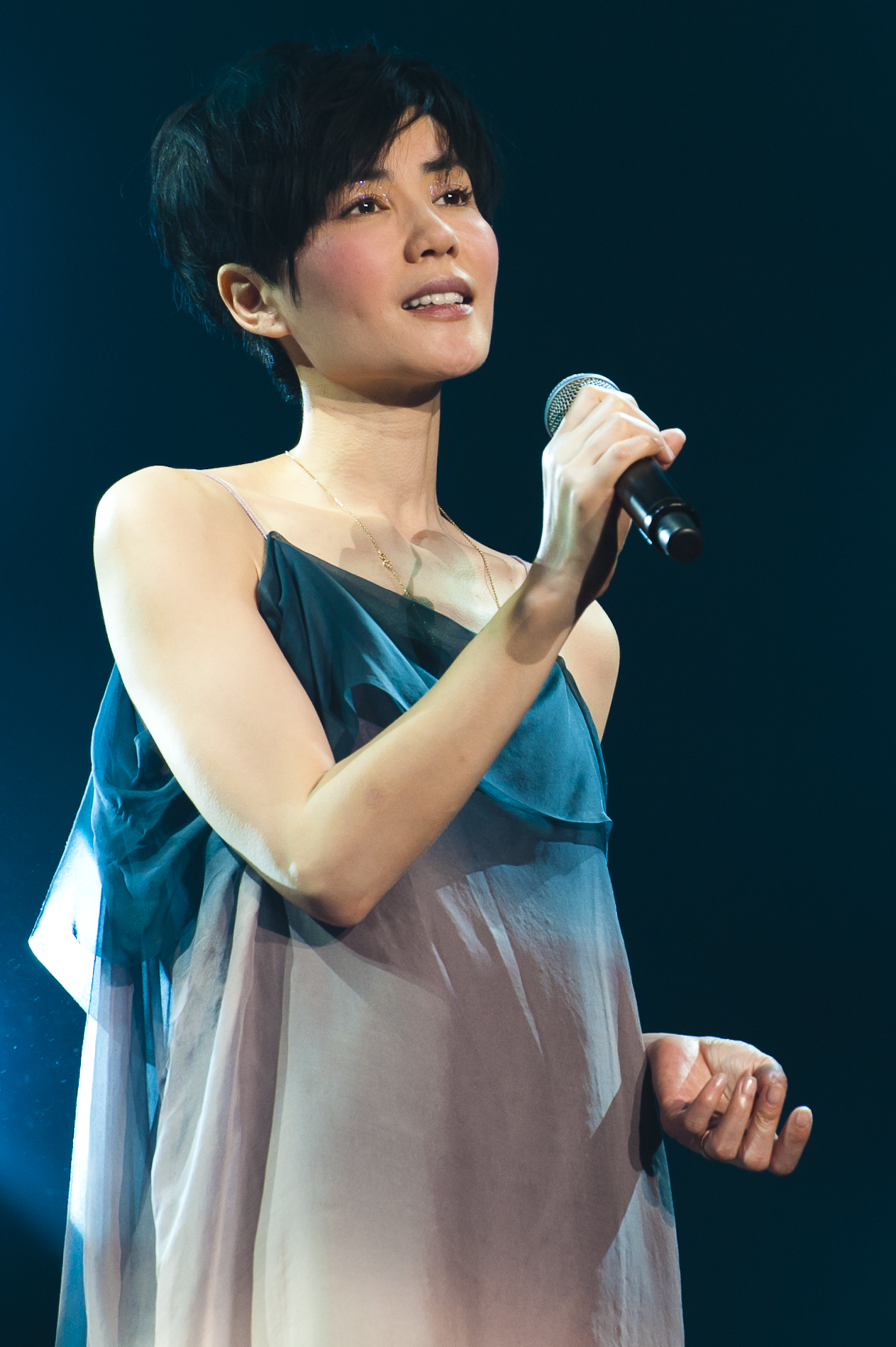
フェイ・ウォン。『ファイナルファンタジーVIII』のテーマソングである『Eyes On Me』は『feel』にも収録された。

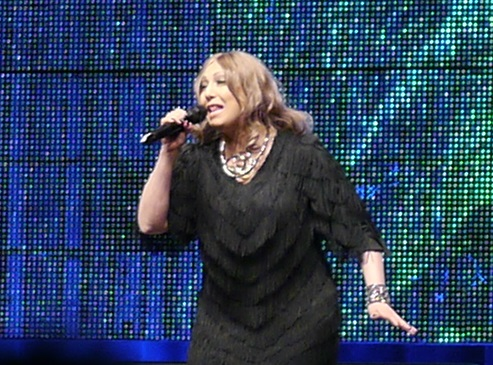
Origa。『ポーリュシカ・ポーレ』はドラマ『青の時代』のテーマソングとしても知られた。『feel』に収録。2015年、44歳没。

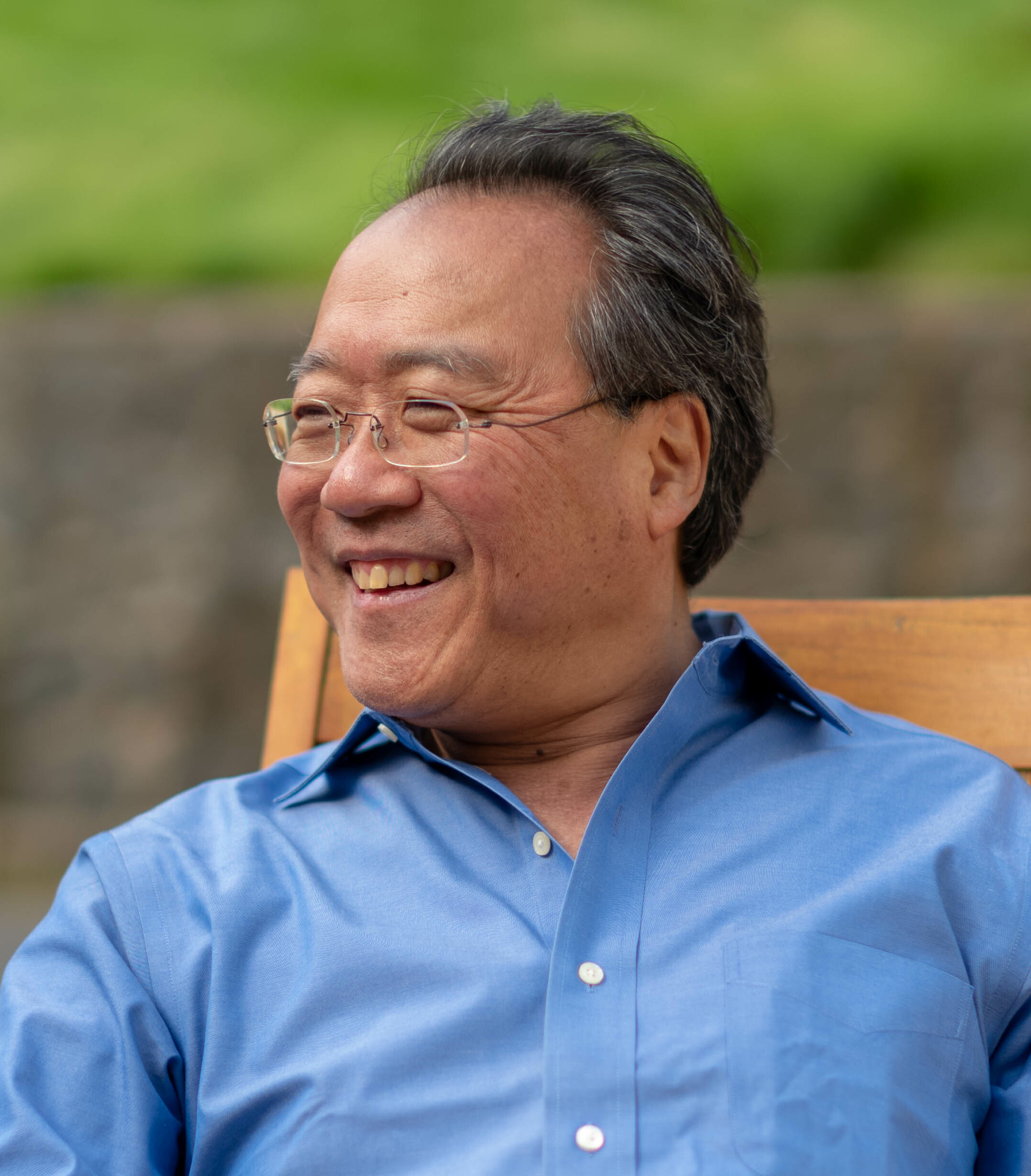
チェリストのヨーヨー・マ。『image』に収録。

## 主なヒーリング・ミュージック

### アーティスト
- エリック・サティ
- 宮下富実夫
- ヴァンゲリス
- エンヤ
- 喜多郎
- 神山純一
- ゴンチチ
- 久石譲
- 服部克久
- ケルティック・ウーマン
- サラ・ブライトマン
- ジョージ・ウィンストン
- ブライアン・イーノ
- マイケル・ナイマン
- マイク・オールドフィールド
- エニグマ
- アディエマス
- ディープ・フォレスト
- エイフェックス・ツイン
- デレリアム

### 種類
- 音楽
- 小鳥の声
- 虫の音色
- イルカなどの鳴き声
- 波の音

### コンピレーション
東芝EMI
- 『feel』シリーズ

ソニー・ミュージックエンタテインメント
- 『image』シリーズ

ユニバーサルミュージック
- 『Pure』シリーズ[3]

ワーナーミュージック・ジャパン
- 『Love Lights』シリーズ[3]

ビクターエンタテインメント
- 『still echo』シリーズ
- 『Essence -Healing & Relaxing』[3]

BMGファンハウス
- 『FLOW〜healing compilation』[3]

エイベックス・エンタテインメント
- 『wish〜heart of Disney songs〜』[3]